# Lechytia natalensis
Espèce
Synonymes
- Chthonius natalensis Tullgren, 1907

Lechytia natalensis est une espèce de pseudoscorpions de la famille des Lechytiidae.

## Distribution
Cette espèce est endémique d'Afrique du Sud.

## Étymologie
Son nom d'espèce, composé de natal et du suffixe latin -ensis, « qui vit dans, qui habite », lui a été donné en référence au lieu de sa découverte, le Natal.

## Publication originale
- Tullgren, 1907 : Chelonethiden aus Natal und Zululand. Zoologiska studier tillägnade Professor T. Tullberg, Uppsala, p. 216-236.